# Reuteria fuscicornis
Reuteria fuscicornis är en insektsart som beskrevs av Knight 1939. Reuteria fuscicornis ingår i släktet Reuteria och familjen ängsskinnbaggar. Inga underarter finns listade i Catalogue of Life.